# Per Simon Runemark
Per Simon Runemark, född den 19 februari 1883 i Fornåsa församling, Östergötlands län,  död den 16 februari 1963 i Djursholm, var en svensk ämbetsman.
Runemark avlade filosofie kandidatexamen 1906. Han blev amanuens i Socialstyrelsen 1911, i Riksförsäkringsanstalten 1916, aktuarie i Kungliga järnvägsstyrelsen 1918 och förste aktuarie i Finansdepartementet 1920. Runemark blev byråchef i Riksräkenskapsverket 1929 och var generaldirektör där 1946–1948 (tillförordnad från 1940). Han är begravd på Djursholms begravningsplats.